# 因瑟爾湖
53°45′49″N 12°11′23″E / 53.76361°N 12.18972°E

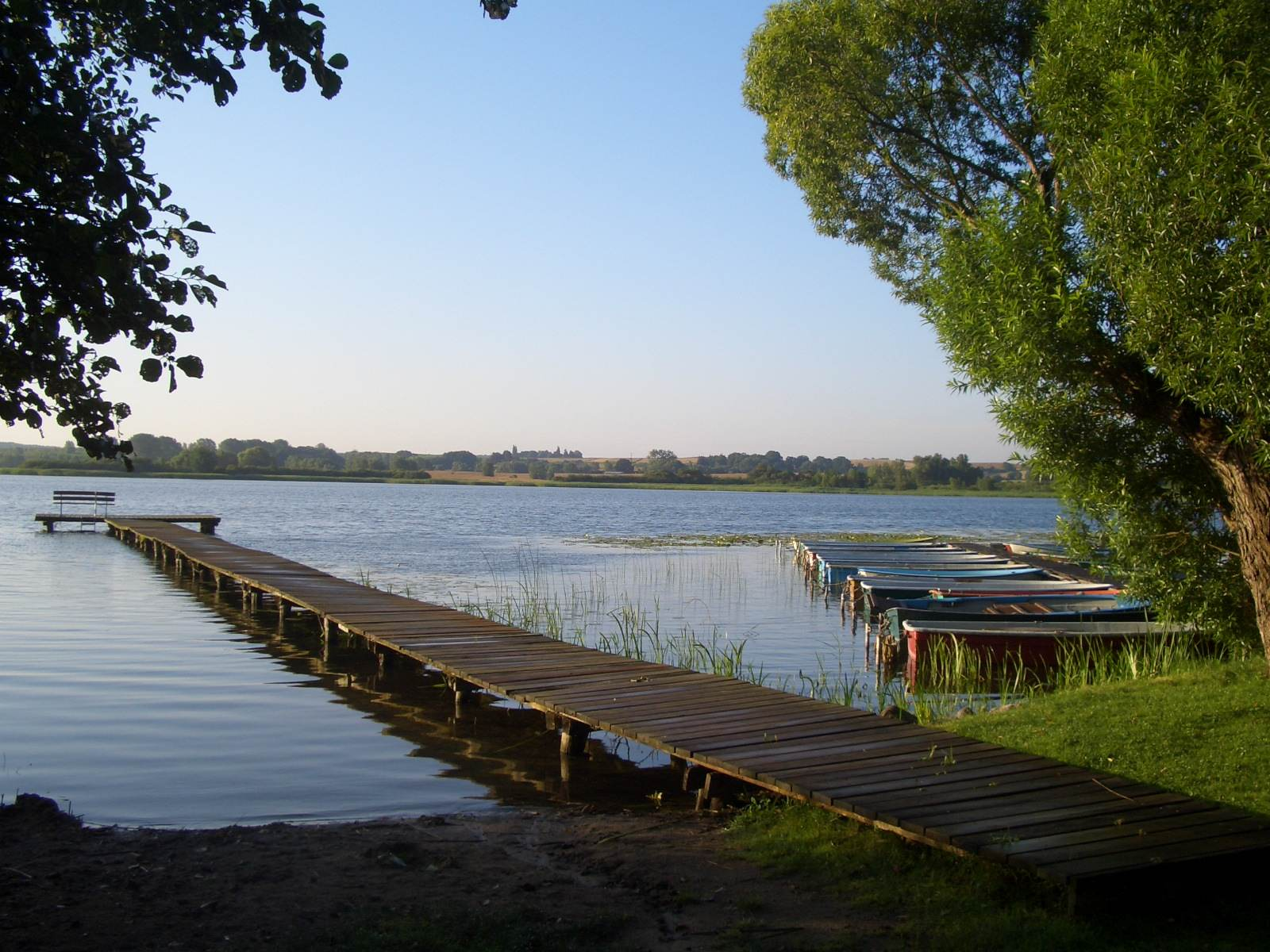

因瑟爾湖（德語：Inselsee），是德國的湖泊，位於該國東北部，由梅克倫堡-前波美拉尼亞州負責管轄，處於羅斯托克縣，長4.1公里、寬1公里，面積4.6平方公里，海拔高度11米，平均水深4米，最大水深15米，水體容量1,631萬立方米。